# Kacper Bieszczad
Kacper Bieszczad (ur. 11 września 2002 w Krośnie) – polski piłkarz występujący na pozycji bramkarza. Wychowanek Beniaminka Krosno. W swojej karierze występował również w Chrobrym Głogów a także FC Vizela .

## Kariera reprezentacyjna
17 listopada 2022 zadebiutował w kadrze U-21, w przegranym 1:2 meczu towarzyskim przeciwko młodzieżowej Chorwacji.

## Działalność charytatywna
W sezonie 2022/2023 zainaugurował akcję charytatywną Murowane pomaganie, w ramach której zadeklarował wpłatę 1 tys. zł za każdy mecz, w którym zachowa tzw. czyste konto. Udział w akcji zadeklarowali również inni bramkarze: m.in. Kacper Tobiasz z Legii Warszawa, Vladan Kovačević z Rakowa Częstochowa, Krzysztof Kamiński z Wisły Płock i Jakub Bielecki z Ruchu Chorzów. W grudniu 2022 Bieszczad poinformował, że w ramach akcji zebrano 117 tysięcy złotych.